# Регіон PAL
Регіон PAL — це територія телевізійних видань, що охоплює більшу частину Європи та Африки, а також частини Азії, Південної Америки та Океанії. Він названий PAL через телевізійний стандарт PAL (Phase Alternating Line), який традиційно використовується в деяких з цих регіонів, на відміну від стандарту NTSC, який традиційно використовується в Японії та більшій частині Північної Америки.
Коли більшість країн повністю припинили використання стандарту PAL на користь новіших цифрових стандартів, таких як DVB, термін «регіон PAL» у відеоіграх почав означати перелік регіонів, які він охоплював у минулому.

## Країни
Нижче наведено країни й території, які використовують або колись використовували систему PAL. Багато з них перетворили або перетворюють PAL на DVB-T (більшість країн), DVB-T2 (більшість країн), DTMB (Китай, Гонконг і Макао) або ISDB (Шрі-Ланка, Мальдіви, Ботсвана і частина Південної Америки).

### PAL B, D, G, H, K або I
- Афганістан[1]
- Ангола[1]
- Вірменія
- Бахрейн[1]
- Бангладеш[1]
- Бутан[1]
- Боснія і Герцеговина[1]
- Ботсвана[1]
- Британська Територія в Індійському Океані[1]
- Камерун[1]
- Кабо-Верде[1]
- КНР[1]
- Острів Різдва
- Коморські Острови
- Острови Кука
- Джибуті[1]
- Єгипет[1]
- Екваторіальна Гвінея[1]
- Еритрея[1]
- Есватіні[1]
- Ефіопія[1]
- Фолклендські Острови[1]
- Фіджі
- Гамбія[1]
- Гвінея-Бісау[1]
- Індонезія[1]
- Ірак[1]
- Ізраїль
- Йорданія[2]
- Кірибаті[1]
- Кувейт[1]
- Лаос[1]
- Ліван
- Лесото[1]
- Ліберія[1]
- Лівія
- Макао
- Малаві[1]
- Малайзія[2]
- Мальдіви[1]
- Маврикій
- Молдова
- Монголія
- Мозамбік[1]
- М'янма
- Науру[1]
- Непал[1]
- Нігерія
- Ніуе[1]
- Острів Норфолк
- Північна Корея[1]
- Оман[1]
- Пакистан[1]
- Палестина
- Папуа Нова Гвінея[1]
- Острови Святої Єлени, Вознесіння і Тристан-да-Кунья
- Самоа[1]
- Сан-Томе і Принсіпі
- Сейшельські Острови[1]
- Сьєрра-Леоне[1]
- Соломонові Острови
- Сомалі[1]
- Південний Судан
- Шрі-Ланка[1]
- Судан[1]
- Сирія[1]
- Східний Тимор
- Тонга[1]
- Туреччина
- Тувалу[1]
- Уганда[1]
- Вануату[1]
- Ємен[1]
- Зімбабве[1]

### PAL-M
- Бразилія[1]

### PAL-N
- Аргентина[1]
- Парагвай[1]
- Уругвай[1]

### Країни та території, які припинили використання PAL
Наступні країни більше не використовують PAL для наземного мовлення і перебувають у процесі переходу з PAL (кабельне) на DVB-T або ISDB-T.
| Країна             | Переключились на          | Перехід завершено |
| ------------------ | ------------------------- | ----------------- |
| Албанія            | DVB-T2                    | 1 жовтня 2019     |
| Андорра            | DVB-T                     | 25 вересня 2007   |
| Австралія          | DVB-T                     | 10 грудня 2013    |
| Австрія            | DVB-T та DVB-T2           | 7 червня 2011     |
| Азербайджан        | DVB-T                     | 17 червня 2015    |
| Бельгія            | DVB-T                     | 1 березня 2010    |
| Бруней             | DVB-T                     | 1 січня 2015      |
| Болгарія           | DVB-T                     | 30 вересня 2013   |
| Камбоджа           | DVB-T2                    | 1 січня 2015      |
| Хорватія           | DVB-T                     | 20 жовтня 2010    |
| Кіпр               | DVB-T                     | 1 липня 2011      |
| Чехія              | DVB-T                     | 30 червня 2012    |
| Данія              | DVB-T та DVB-T2           | 1 листопада 2009  |
| Естонія            | DVB-T                     | 1 липня 2010      |
| Фарерські острови  | DVB-T                     | Грудень 2002      |
| Фінляндія          | DVB-T та DVB-T2           | 1 вересня 2007    |
| Грузія             | DVB-T                     | 1 липня 2015      |
| Німеччина          | DVB-T та DVB-T2           | 4 червня 2009     |
| Гана               | DVB-T2                    | Червень 2015      |
| Греція             | DVB-T                     | 6 лютого 2015     |
| Гібралтар          | DVB-T                     | 31 грудня 2012    |
| Гернсі             | DVB-T                     | 17 листопада 2010 |
| Гонконг            | DTMB                      | 1 грудня 2020     |
| Угорщина           | DVB-T та DVB-T2           | 31 жовтня 2013    |
| Ісландія           | DVB-T та DVB-T2           | 2 лютого 2015     |
| Індія              | DVB-T                     | 31 березня2015    |
| Іран               | DVB-T                     | 19 грудня 2014    |
| Ірландія           | DVB-T                     | 24 жовтня 2012    |
| Острів Мен         | DVB-T                     | 24 жовтня 2012    |
| Ізраїль            | DVB-T та DVB-T2           | 13 червня 2011    |
| Італія             | DVB-T                     | 4 липня 2012      |
| Джерсі             | DVB-T                     | 17 листопада 2010 |
| Кенія              | DVB-T                     | Березень 2015     |
| Латвія             | DVB-T                     | 1 червня 2010     |
| Литва              | DVB-T                     | 29 жовтня 2012    |
| Люксембург         | DVB-T                     | 1 вересня 2006    |
| Північна Македонія | DVB-T                     | 31 травня 2013    |
| Мальта             | DVB-T                     | 31 жовтня 2011    |
| Монако             | DVB-T                     | 24 травня 2011    |
| Чорногорія         | DVB-T                     | 17 червня 2015    |
| Намібія            | DVB-T                     | 13 вересня 2014   |
| Нідерланди         | DVB-T                     | 14 грудня 2006    |
| Нова Зеландія      | DVB-T                     | 1 грудня 2013     |
| Норвегія           | DVB-T                     | Грудень 2009      |
| Польща             | DVB-T                     | 23 липня 2013     |
| Португалія         | DVB-T                     | 26 квітня 2012    |
| Катар              | DVB-T та DVB-T2           | 13 лютого 2012    |
| Румунія            | DVB-T2                    | 31 грудня 2016    |
| Руанда             | DVB-T                     | Березень 2014     |
| Сан-Марино         | DVB-T                     | 2 грудня 2010     |
| Саудівська Аравія  | DVB-T та DVB-T2           | 13 лютого 2012    |
| Сербія             | DVB-T2                    | 7 червня 2015     |
| Сінгапур           | DVB-T2                    | 2 січня 2019      |
| Словаччина         | DVB-T                     | 31 грудня 2012    |
| Словенія           | DVB-T                     | 1 грудня 2010     |
| ПАР                | DVB-T                     | 2015              |
| Іспанія            | DVB-T та DVB-T2           | 3 квітня 2010     |
| Швеція             | DVB-T та DVB-T2           | 29 жовтня 2007    |
| Швейцарія          | DVB-T                     | 26 листопада 2007 |
| Танзанія           | DVB-T                     | Липень 2014       |
| Таїланд            | DVB-T2                    | 26 березня 2020   |
| Україна            | DVB-T та DVB-T2           | 31 грудня 2016    |
| ОАЕ                | DVB-T та DVB-T2           | 13 лютого 2012    |
| Велика Британія    | DVB-T (SD) та DVB-T2 (HD) | 24 жовтня 2012    |
| В'єтнам            | DVB-T2                    | 28 грудня 2020    |
| Замбія             | DVB-T2                    | 31 грудня 2014    |